# پاکس رومانا
پاکس رومانا یا صلح رومی (واژه لاتین به معنی صلح رومی) دوره طولانی ای بود که به‌طور نسبی با صلح و گسترش طلبی کمی از سوی قوای نظامی روم همراه بود که با پایان آخرین جنگ داخلی جمهوری آغاز شد و با شروع بحران قرن سوّم میلادی پایان یافت. از آنجایی که توسّط آگوستوس آغاز شد بعضی مواقع به آن پاکس آگوستا هم گفته می‌شود. مدّت آن بر اساس دانشنامه بریتانیکا تقریباً ۲۰۶ سال بود (از سال ۲۷ قبل از میلاد تا سال ۱۸۰ میلادی). گفته می‌شود این صلح در واقع بر اثر جنگ‌های که در فلسطین و حمله رومیان به ایران رخ داد شکسته شد.

## علت شکل گیری پاکس رومانا
از سال ۵۳ پیش از میلاد جنگهای روم با ایران با شکست های متوالی رومیان تمام می شد. این شکستها که توسط مارک آنتونی و کراسوس در تاریخ روم ثبت شد در پی حمله روم به ایران صورت گرفت که موجب کشته شدن کراسوس در جنگ با ایران نیز گردید و تعداد زیادی از پرچمها و درفش های آنها را در اختیار ایرانیان قرار داد. آگوستوس پس از در اختیار گرفتن قدرت تصمیم گرفت تا از طریق دیپلماسی با شاهنشاهی اشکانی صلح کند و مذاکرات میان ایران و روم در زمان فرهاد چهارم  به صلح منجر شد. و در آن رومیان درخواست کرده بودند که درفشهایشان به امپراتوری باز گردد که مورد موافقت فرهاد قرار گرفت. درفش‌های امپراتوری در دوران باستان اعتبار فراوانی داشت و افتاد درفش به دست دشمن یک عمل تحقیر آمیز محسوب می شد. آگوستوس آنچنان از این مذاکرات خشنود بود که صحنه بازپس‌گیری درفش های رومی  از ایران را بر روی زره خود حک کرد.

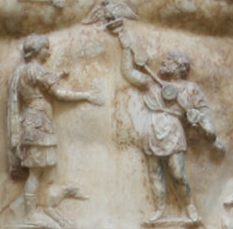
اشکانیان درفش رومیان را باز می گردانند. صحنه حکاکی شده بر روی تندیس آگوستوس در پریما پورتا

## پاکس رومانا در منابع
برخی از محققین معتقدند که این واژه یک حکم دستوری بوده که وارد ادبیات تاریخ نگاری شده است و بیشتر برای این ساخته شده تا تصویری صلح دوستانه از آگوستوس ترسیم نماید. او صرف نظر از اینکه با ایران صلح کرد مجموعه جنگهای زیادی را با کشور های دیگر انجام داد. او به یونان حمله کرد و مصر را با لشکری بزرگ به مجموعه امپراتوری خود الحاق کرد. طبق پيوستي كه بر تاريخ روم نوشته «ليوي = تيتوس ليويوس » که یکی از مورخان به نام رومی در سده يكم پيش از ميلاد بوده، «اگوستوس » در دوازدهم مه سال ۲۳ پيش از ميلاد دستور داد که مورخین در متونی که می نویسند باید بدانند که جنگ هايی كه امپراتوری روم به آن اقدام می نماید به منظور تامين صلح بوده است و مورخین ارتش روم در ثبت تاریخ می بایست این موضوع را مورد توجه قرار دهند.

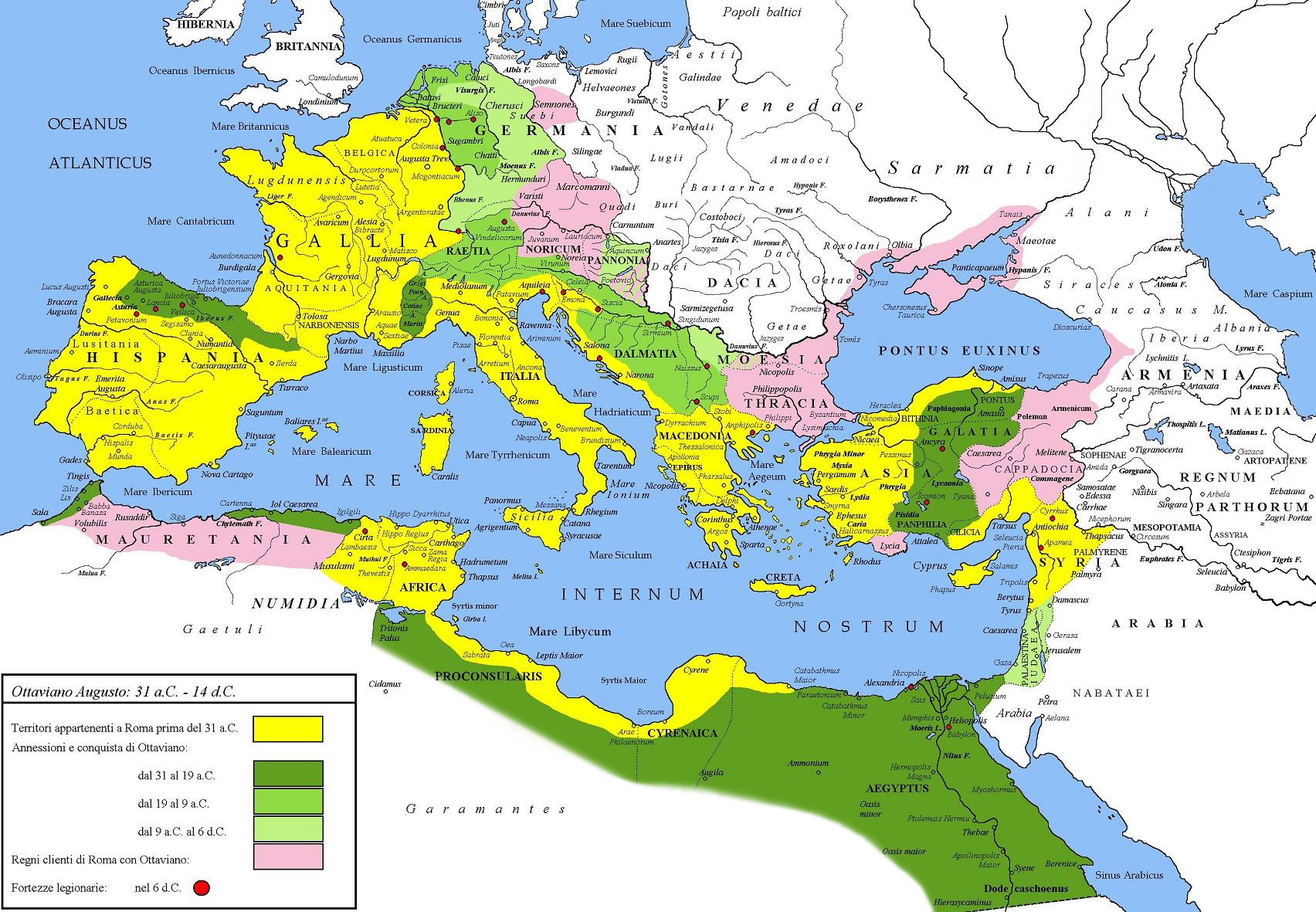
قلمروی امپراتوری روم در زمان آگوستوس. محدوده زرد رنگ قلمروی جمهوری در سال ۳۱ قبل از میلاد را نشان می‌دهد و مناطق سبز رنگ نواحی ای رانشان می‌دهد که در زمان فرمانروایی آگوستوس فتح شد. مناطق صورتی رنگ نیز مناطق تحت نفوذ امپراتوری را نشان می‌دهد